# Heliconia nigripraefixa
Heliconia nigripraefixa är en enhjärtbladig växtart som beskrevs av Dodson och Alwyn Howard Gentry. Heliconia nigripraefixa ingår i släktet Heliconia och familjen Heliconiaceae. Inga underarter finns listade.